# Maurice Kufferath
Hubert Ferdinand Maurice Kufferath, född 8 januari 1852 i Saint-Josse-ten-Noode, död 8 december 1919 i Uccle, var en belgisk musiker. Han var son till Hubert Ferdinand Kufferath.

## Biografi
Maurice Kufferath föddes 8 januari 1852 i Saint-Josse-ten-Noode. Han var son till Hubert Ferdinand Kufferath. Kufferath studerade juridik vid Leipzigs universitet, redigerade 1875–1900 den ansedda musiktidningen "Guide Musical" och blev sistnämnda år direktör för De Munt-teatern i Bryssel. Han översatte texter till Richard Wagners musikdramer samt skrev entusiastiskt om denne, bland annat Le théatre de Wagner de Tannhäuser à Parsifal (1891–98) samt bland annat en biografi över Henri Vieuxtemps (1883), L'art de diriger l'orchestre (1891; andra upplagan 1901) och Musiciens et philosophes (1899).